# Mateus Sarará
Mateus Sarará, pseudonimo di Mateus Ferreira (Porto Alegre, 29 giugno 2002), è un calciatore brasiliano, centrocampista del Guarani in prestito dal Santa Clara.

## Caratteristiche tecniche
È un centrocampista difensivo.

## Carriera
Cresciuto nel settore giovanile del Grêmio, esordisce in prima squadra il 28 maggio 2021 in occasione dell'incontro di Coppa Sudamericana pareggiato 0-0 contro il La Equidad.
Il 2 luglio seguente rinnova il proprio contratto fino al 2024 ed il 19 settembre debutta in Série A contro il Flamengo.

## Statistiche

### Presenze e reti nei club
Statistiche aggiornate al 4 novembre 2021.
| Stagione        | Squadra         | Campionato      | Campionato | Campionato | Coppe nazionali | Coppe nazionali | Coppe nazionali | Coppe continentali | Coppe continentali | Coppe continentali | Altre coppe | Altre coppe | Altre coppe | Totale | Totale |
| Stagione        | Squadra         | Comp            | Pres       | Reti       | Comp            | Pres            | Reti            | Comp               | Pres               | Reti               | Comp        | Pres        | Reti        | Pres   | Reti   |
| --------------- | --------------- | --------------- | ---------- | ---------- | --------------- | --------------- | --------------- | ------------------ | ------------------ | ------------------ | ----------- | ----------- | ----------- | ------ | ------ |
| 2021            | Grêmio          | PD/RS+A         | 0+10       | 0          | CB              | 1               | 0               | CL+CS              | 0+2                | 0                  |             | -           | -           | 13     | 0      |
| 2022            | Grêmio          | PD/RS+B         | 1+10       | 0          | CB              | 0               | 0               |                    | -                  | -                  |             | -           | -           | 11     | 0      |
| 2022            | Avaí            | A               | 8          | 1          | CB              | 0               | 0               |                    | -                  | -                  |             | -           | -           | 8      | 1      |
| gen.-giu. 2023  | Trofense        | SL              | 10         | 0          | CP+CdL          | 0               | 0               |                    | -                  | -                  |             | -           | -           | 10     | 0      |
| Totale carriera | Totale carriera | Totale carriera | 39         | 1          |                 | 1               | 0               |                    | 2                  | 0                  |             | -           | -           | 42     | 1      |

## Palmarès

### Club

#### Competizioni statali
- Campionato Gaúcho: 1

Grêmio: 2021

#### Competizioni nazionali
- Liga Portugal 2: 1

Santa Clara: 2023-2024